# Cop d'estat a Guinea de 2021
El cop d'estat a Guinea el 2021 és un cop d'estat perpetrat per part d'un cos d’elit de les forces armades a Guinea el 5 de setembre de 2021. Es va plasmar amb la captura del president del país, Alpha Condé, després d'enfrontaments a la capital, Conakry. El comandant de les forces especials, Mamady Doumbouya, va emetre un comunicat en la televisió estatal anunciant la dissolució de la constitució i del govern. L'1 d'octubre de 2021, Mamady Doumbouya va ser investit president interí.

## Context
Després de diverses dècades de govern autoritari a Guinea, Condé va ser el primer líder del país triat democràticament. Durant el seu mandat, Guinea va utilitzar els seus abundants recursos naturals per a millorar l'economia, però el gruix de la població del país no va percebre els seus fruits. En 2020, Condé va modificar la constitució mitjançant referèndum per a permetre's un tercer mandat, però amb polèmica. Durant el seu mandat, Condé va reprimir les protestes, així com als candidats de l'oposició, alguns dels quals van morir a la presó, mentre el govern lluitava per contenir l'augment dels preus dels productes bàsics. A l'agost de 2021, en un intent d'equilibrar el pressupost, Guinea va anunciar pujades d'impostos i va reduir la despesa en la policia i l'exèrcit, però va augmentar el finançament de l'oficina del President i l'Assemblea Nacional.

## Fets
El cop va començar en el matí del 5 de setembre, quan les Forces Armades de la República de Guinea van envoltar el palau presidencial de Sekhoutoureah i van acordonar l'extens districte governamental. Després d'un tiroteig amb les forces progovernamentals, els amotinats, dirigits pel coronel Mamady Doumbouya, líder de les forces especials del país, van detenir el president Condé, i van anunciar la dissolució del govern i les seves institucions, també van anul·lar la constitució i van tancar les fronteres.
| «                                      | Després d'haver detingut el president, que està ara mateix amb nosaltres, hem decidit dissoldre la Constitució en vigor, dissoldre les institucions i el govern, i tancar les fronteres terrestres i aèries. […] Guineans i guineanes, estimats compatriotes. La situació sociopolítica i econòmica del país, la disfunció de les institucions republicanes, la instrumentalització de la justícia, la falta de respecte als principis democràtics, la pobresa i la corrupció endèmica han portat l'exèrcit republicà de Guinea a assumir la seva responsabilitat al capdavant de tot el poble sobirà de Guinea. | » |
| — Tinent coronel Doumbouya en un vídeo | |   |

## Mesures preses pel govern de transició
L'endemà del cop d'estat el Coronel Mamady Doumbouya anunciava la creació del «Comitè nacional per l'Agrupació i el Desenvolupament», nom del govern de transició que tindrà una extensió mínima de divuit mesos, a l'espera de formar un govern d'unitat nacional. Aquesta informació s'hauria anunciat després d'una reunió entre els militars i els membres del govern d'Alpha Condé, junt amb altres polítics d'alt nivell de Guinea. Altrament es va anunciar la reobertura de les fronteres portuàries per tal de restablir l'exportació de bauxita, mineral del qual Guinea és el segon productor mundial. També es va aixecar el toc de queda a les zones mineres per a restablir la seva activitat amb total normalitat.

## Reaccions
La major part de la comunitat internacional ha demanat que es detingui el cop i es restableixi l'ordre constitucional. En canvi, a excepció de Libèria, els països veïns de Guinea no s'han pronunciat oficialment al respecte.

### Domèstiques
- Jacques Gbonimy, cap de l'opositora Unió per al Progrés de Guinea (UPG), va declarar en una entrevista a Guinée Matin que no el sorprenia pas el cop, sostenint que «es donaven totes les condicions perquè l'exèrcit prengués el poder» i va culpar al mal maneig del govern de Condé del derrocament. Tot i que no va secundar ni es va oposar als colpistes, va dir estar satisfet per la forma en què els militars van manejar la presa del poder.[10]
- Saikou Iaia, de la Unió de Forces Republicanes (UFR), també en l'oposició durant el règim de Condé, ha argumentat igualment que el fet que el govern no escoltés l'oposició i al poble guineà va conduir al cop.[11]

### Internacionals
- Alemanya: Un portaveu del Ministeri d'Afers Exteriors va condemnar enèrgicament l'intent de prendre el poder per mitjà de la violència armada i es va alinear amb la CEDEAO i la Unió Africana en les seves exigències d'alliberar incondicionalment a Condé i a altres detinguts i de tornar a l'ordre constitucional.[12]
- Bèlgica: La ministra d'Afers Exteriors, Sophie Wilmès, va condemnar el cop militar i va demanar l'alliberament dels detinguts i la restauració de l'ordre constitucional i d'estat de Dret.[13]
- Bulgària: El ministeri d'Afers Exteriors va condemnar, en un tuit, el cop militar i va demanar l'alliberament del president de Guinea.[14]
- Burundi: El president de Burundi, Evariste Ndayishimiye, va condemnar «enèrgicament» el cop d'estat i va demanar que es restableixi l'ordre constitucional.[15]
- Espanya: El govern va condemnar la presa del poder per part dels militars i ha instat a restaurar l'ordre constitucional i les institucions democràtiques de Guinea.[16]
- Estats Units: El departament d'Estat va emetre un comunicat en el qual condemna el cop, afirmant que «la violència i qualsevol mesura extraconstitucional només erosionaran les perspectives de pau, estabilitat i prosperitat de Guinea» i instant a defensar l'estat de Dret.[17]
- França: El ministeri d'Afers Exteriors va condemnar el cop i va demanar l'alliberament immediat del president Condé.[18]
- Gàmbia: El Ministre d'Afers Exteriors va emtre un comunicat que condemnava la presa del poder per part dels militars, es demanava la restauració a l'ordre constitucional i s'instava l'alliberament dels dirigents civils i a tornar l'estat de Dret.[19]
- Guinea Bissau: L'endemà del cop, el portaveu del govern Fernando Vaz va declarar que estava seguint la situació del país veí i que no es posicionarien oficialment fins tenir «informació concreta i real sobre el que està passant a Guinea-Conakry».[20] De moment, ha reforçat la seva presència militar a la frontera amb Guinea.[20]
- Irlanda[21]
- Itàlia[22]
- Japó: El Ministeri d'Afers Exteriors va condemnar la detenció d'Alpha Condé, va instar el seu alliberament incondicional i va demanar el restabliment de l'ordre constitucional.[23]
- Libèria: El president George Weah va demanar l'alliberament immediat de Alpha Condé i va demanar als nous caps militars de Guinea que «s'adhereixin als principis del govern civil i la democràcia».[24]
- Luxemburg: El Ministeri d'Afers Exteriors va condemnar el cop i va exigir l'alliberament d'Alpha Condé i el restabliment de l'ordre constitucional.[25]
- Mèxic: La Secretaria de Relacions Exteriors va condemnar el cop en els termes més enèrgics i va demanar l'alliberament immediat de Condé.[26]
- Nigèria: El ministeri d'Afers Exteriors va declarar que l'«aparent» cop d'estat de Guinea ha violat les normes de la CEDEAO, i ha instat el país a tornar a l'ordre constitucional.[27][28]
- Qatar: El ministeri d'Afers Exteriors va condemnar el cop d'estat i va fer una crida «a totes les parts perquè evitin l'escalada, deixin que prevalgui la veu de la sensatesa i busquin el diàleg per a superar la crisi al país».[29]
- Regne Unit[30]
- República Popular de la Xina: Wang Wenbin, portaveu del Ministeri d'Afers exteriors, va condemnar el cop, va demanar l'alliberament immediat del president Condé i va instar la moderació a totes dues parts, al mateix temps que va demanar resoldre el conflicte mitjançant el diàleg i la negociació.[31]
- Rússia: En un comunicat a la premsa, el Ministeri d'Afers Exteriors es va mostrar profundament preocupat pels esdeveniments i va dir que «a Moscou, [estem] en contra de qualsevol intent de canvi de govern inconstitucional», i va instar a Guinea a assegurar l'alliberament de Alpha Condé, garantir la immunitat del president, tornar a l'ordre constitucional i va demanar no escalar la situació al país.[32]
- Sud-àfrica: Un portaveu del Departament de Relacions Internacionals i Cooperació va observar «amb gran preocupació» el desenvolupament del cop. A més, va demanar l'alliberament incondicional de Condé, va instar la Unió Africana a intervenir en la situació de Guinea per a retornar l'estabilitat al país i va demanar una contenció total als militars i el diàleg per a resoldre els reptes als quals s'enfronta Guinea.[33]
- Suècia: La ministra d'Afers exteriors, Ann Linde, va demanar en un tuit l'alliberament incondicional de Condé i va instar a tornar a l'ordre constitucional.[34]
- Turquia: El ministeri d'Afers Exteriors va condemnar el cop i va demanar l'alliberament del president, així com la restauració de la seva constitució.[35]
- Veneçuela: El president de Veneçuela, Nicolás Maduro, i el Ministeri del Poder Popular per a les Relacions Exteriors han «rebutjat el cop d'estat», han demanat l'alliberament de Condé i han instat a tornar a l'estat de Dret.[36]

#### Organitzacions
- CEDEAO: Nana Akufo-Addo, president de Ghana i de la Comunitat Econòmica dels Estats de l'Àfrica Occidental (CEDEAO), va emetre una declaració en nom de la CEDEAO en la qual condemnava l'intent de cop i demanava l'alliberament de Condé, «reafirmant la desaprovació de qualsevol canvi polític inconstitucional».[37] El 8 de setembre van decidir suspendre Guinea dels òrgans de decisió de l’organització, i encoratjava a l'ONU i la Unió Africana a fer el mateix.[38]
- Nacions Unides: António Guterres, el secretari General de les Nacions Unides, en un tuit, ha «condemnat enèrgicament la presa del govern per la força de les armes» i ha demanat l'alliberament de Condé.[37]
- Unió Africana: Félix Tshisekedi, president de la República Democràtica del Congo i president de la Unió Africana, i Moussa Faki Mahamat, president de la Comissió de la Unió Africana, han denunciat el cop i exigit l'alliberament immediat del president.[37]
- Unió Europea: Josep Borrell, l'alt representant de la Unió Europea per a Afers exteriors i Política de Seguretat, va exigir «el respecte de l'estat de Dret, els interessos de la pau i el benestar del poble guineà».[39]